# Trifești (Neamț)
Trifești es una comuna ubicada en el distrito de Neamț, Rumania.

## Superficie
Posee una superficie de 60,95 kilómetros cuadrados.

## Demografía
Hasta 2021 la población era de 4234 habitantes, con una densidad de población de 69,47 habitantes por kilómetro cuadrado.